# 우리는 농담이(아니)야
우리는 농담이(아니)야는 이은용 작가가 쓰고 구자혜 작가가 연출한 작품이다. 2020년 연출가가 동아연극상을, 2021년 작가가 백상예술대상을 받았다. 성북구와 성북문화재단에서 만들어 미아리고개예술극장에서 공연되었다.